# Bisallardiana bacchusi
Bisallardiana bacchusi är en skalbaggsart som beskrevs av Allard 1995. Bisallardiana bacchusi ingår i släktet Bisallardiana och familjen Cetoniidae. Inga underarter finns listade.